# 陸中川井駅
陸中川井駅（りくちゅうかわいえき）は、岩手県宮古市大字川井字中川井にある、東日本旅客鉄道（JR東日本）山田線の駅。
旧・川井村の中心部に位置する。

## 歴史
- 1933年（昭和8年）11月30日：開業[2][3]。駅構内に陸中川井機関車駐泊所設置。
- 1934年（昭和9年）11月16日：陸中川井機関車駐泊所を廃止。
- 1946年（昭和21年）11月26日：風水害により不通となる。
- 1954年（昭和29年）11月21日：復旧[2]。
- 1982年（昭和57年）
  - 9月20日：貨物の取り扱いを廃止[3]。
  - 11月15日：荷物の扱いを廃止[4]。駅員無配置駅となり[5]、簡易委託化。陸中川井駅長が廃止され、川内駅長管理下となる。
- 1987年（昭和62年）4月1日：国鉄分割民営化により、東日本旅客鉄道の駅となる[2][3]。
- 2018年（平成30年）4月22日：簡易委託終了、無人化。川内駅の無人化に伴い、宮古駅長管理下となる[6]。
- 2019年（平成31年）3月23日：宮古駅の管理が三陸鉄道に移管されたことに伴い、盛岡駅管理下となる[7]。
- 2024年（令和6年）10月1日：えきねっとQチケのサービスを開始[1][8]。

## 駅構造
単式ホーム1面1線を有する地上駅である。かつては2面3線の列車交換可能駅で、現在は旧1番線（下り本線）を使用している。
盛岡駅管理の無人駅である。駅舎の事務室部分は川井タクシー（有限会社川井交通）の事務所となっており、以前は乗車券発売を受託していた（簡易委託）。駅舎は川内駅と似ている。

## 利用状況
JR東日本によると、2000年度（平成12年度）- 2017年度（平成29年度）の1日平均乗車人員の推移は以下のとおりであった。
| 1日平均乗車人員推移 | 1日平均乗車人員推移 | 1日平均乗車人員推移 | 1日平均乗車人員推移 | 1日平均乗車人員推移 |
| 年度                | 定期外              | 定期                | 合計                | 出典                |
| ------------------- | ------------------- | ------------------- | ------------------- | ------------------- |
| 2000年（平成12年）  |                     |                     | 49                  | [ 利用客数 1 ]      |
| 2001年（平成13年）  |                     |                     | 49                  | [ 利用客数 2 ]      |
| 2002年（平成14年）  |                     |                     | 45                  | [ 利用客数 3 ]      |
| 2003年（平成15年）  |                     |                     | 48                  | [ 利用客数 4 ]      |
| 2004年（平成16年）  |                     |                     | 49                  | [ 利用客数 5 ]      |
| 2005年（平成17年）  |                     |                     | 47                  | [ 利用客数 6 ]      |
| 2006年（平成18年）  |                     |                     | 42                  | [ 利用客数 7 ]      |
| 2007年（平成19年）  |                     |                     | 38                  | [ 利用客数 8 ]      |
| 2008年（平成20年）  |                     |                     | 39                  | [ 利用客数 9 ]      |
| 2009年（平成21年）  |                     |                     | 42                  | [ 利用客数 10 ]     |
| 2010年（平成22年）  |                     |                     | 42                  | [ 利用客数 11 ]     |
| 2011年（平成23年）  |                     |                     | 38                  | [ 利用客数 12 ]     |
| 2012年（平成24年）  | 8                   | 33                  | 42                  | [ 利用客数 13 ]     |
| 2013年（平成25年）  | 7                   | 34                  | 42                  | [ 利用客数 14 ]     |
| 2014年（平成26年）  | 7                   | 33                  | 40                  | [ 利用客数 15 ]     |
| 2015年（平成27年）  | 8                   | 28                  | 36                  | [ 利用客数 16 ]     |
| 2016年（平成28年）  | 4                   | 30                  | 34                  | [ 利用客数 17 ]     |
| 2017年（平成29年）  | 6                   | 21                  | 28                  | [ 利用客数 18 ]     |

## 駅周辺
- 国道106号
- ヤマザキYショップ
- 宮古市北上山地民俗資料館
- 川井郵便局
- 宮古市立川井小学校
- 宮古市 川井総合事務所（旧・川井村役場）
- 岩手県北バス「川井」停留所（国道上）
- 川井地域バス「川井」停留所（駅前）
- 新里地域バス「陸中川井駅」停留所

## 隣の駅
東日本旅客鉄道（JR東日本）
■山田線
□快速「リアス」
上米内駅 - 陸中川井駅 - 茂市駅
■普通
箱石駅 - 陸中川井駅 - 腹帯駅

### 記事本文
1. 1 2 3 4  「駅の情報（陸中川井駅）：JR東日本」東日本旅客鉄道。2024年8月29日時点のオリジナルよりアーカイブ。2024年9月1日閲覧。
2. 1 2 3 4  曽根悟（監修） 著、朝日新聞出版分冊百科編集部 編『週刊 歴史でめぐる鉄道全路線 国鉄・JR』 21号 釜石線・山田線・岩泉線・北上線・八戸線、朝日新聞出版〈週刊朝日百科〉、2009年12月6日、18-19頁。
3. 1 2 3 4  石野哲（編）『停車場変遷大事典 国鉄・JR編 Ⅱ』（初版）JTB、1998年10月1日、499頁。ISBN 978-4-533-02980-6。
4. ↑  「日本国有鉄道公示第168号」『官報』1982年11月13日。
5. ↑  「「通報」●北上線岩沢駅ほか23駅の駅員無配置について（旅客局）」『鉄道公報』日本国有鉄道総裁室文書課、1982年11月13日、8面。
6. ↑  「JR山田線：最終列車見送る駅長 きょうから５駅で無人化」『毎日新聞』2018年4月22日。2022年7月3日閲覧。
7. ↑  「宮古駅 駅名標は一足早く「三陸鉄道」に JRから移管準備」『毎日新聞』毎日新聞社、2019年3月22日。2019年3月24日閲覧。
8. ↑  「Suicaエリア外もチケットレスで! 東北エリアから「えきねっとQチケ」がはじまります (PDF)」（プレスリリース）、東日本旅客鉄道、2024年7月11日。2024年8月11日閲覧。

### 利用状況
1. ↑  「JR東日本：各駅の乗車人員（2000年度）」東日本旅客鉄道。2025年7月12日閲覧。
2. ↑  「JR東日本：各駅の乗車人員（2001年度）」東日本旅客鉄道。2025年7月12日閲覧。
3. ↑  「JR東日本：各駅の乗車人員（2002年度）」東日本旅客鉄道。2025年7月12日閲覧。
4. ↑  「JR東日本：各駅の乗車人員（2003年度）」東日本旅客鉄道。2025年7月12日閲覧。
5. ↑  「JR東日本：各駅の乗車人員（2004年度）」東日本旅客鉄道。2025年7月12日閲覧。
6. ↑  「JR東日本：各駅の乗車人員（2005年度）」東日本旅客鉄道。2025年7月12日閲覧。
7. ↑  「JR東日本：各駅の乗車人員（2006年度）」東日本旅客鉄道。2025年7月12日閲覧。
8. ↑  「JR東日本：各駅の乗車人員（2007年度）」東日本旅客鉄道。2025年7月12日閲覧。
9. ↑  「JR東日本：各駅の乗車人員（2008年度）」東日本旅客鉄道。2025年7月12日閲覧。
10. ↑  「JR東日本：各駅の乗車人員（2009年度）」東日本旅客鉄道。2025年7月12日閲覧。
11. ↑  「JR東日本：各駅の乗車人員（2010年度）」東日本旅客鉄道。2025年7月12日閲覧。
12. ↑  「JR東日本：各駅の乗車人員（2011年度）」東日本旅客鉄道。2025年7月12日閲覧。
13. ↑  「JR東日本：各駅の乗車人員（2012年度）」東日本旅客鉄道。2025年7月12日閲覧。
14. ↑  「各駅の乗車人員 2013年度 ベスト100以外（9）：JR東日本」東日本旅客鉄道。2025年7月12日閲覧。
15. ↑  「各駅の乗車人員 2014年度 ベスト100以外（9）：JR東日本」東日本旅客鉄道。2025年7月12日閲覧。
16. ↑  「各駅の乗車人員 2015年度 ベスト100以外（9）：JR東日本」東日本旅客鉄道。2025年7月12日閲覧。
17. ↑  「各駅の乗車人員 2016年度 ベスト100以外（9）：JR東日本」東日本旅客鉄道。2025年7月12日閲覧。
18. ↑  「各駅の乗車人員 2017年度 ベスト100以外（9）：JR東日本」東日本旅客鉄道。2025年7月12日閲覧。